# Lilija Pandurowa
Lilija Pandurowa (bulgarisch Лилия Пандурова, engl. Transkription Liliya Pandurova; * 21. Januar 1987 in Plowdiw) ist eine bulgarische Biathletin.
Lilija Pandurowa lebt in Tschepelare und trainiert in Smoljan. Die Sportlehrerin startet für den Sportverein ihres Heimatortes und wird von Borislaw Chadschiew betreut. 1998 begann sie mit dem Biathlonsport und gehört seit 2001 dem Nationalkader Bulgariens an. Zwischen 2002 und 2008 nahm sie an sechs Biathlon-Juniorenweltmeisterschaften teil, was nur wenigen anderen Sportlern und Sportlerinnen gelang. Ihre besten Resultate erreichte sie hier bei den Biathlon-Juniorenweltmeisterschaften 2006 in Presque Isle, wo sie 25. des Einzels, 37. des Sprints und 38. der Verfolgung wurde. In seinen weiteren Einzelrennen erreichte sie durchweg Platzierungen im Bereich der 40er- und 50er-Ränge. Im heimischen Bansko startete Pandurowa 2007 das einzige Mal bei Juniorenrennen der Biathlon-Europameisterschaften. In den Einzelrennen schaffte sie mit Platz 23 im Einzel sowie 21. Rängen in Sprint und Verfolgung vergleichsweise gute Resultate. Mit Silwija Georgiewa und Raliza Galewa gewann sie zudem im Staffelrennen die Bronzemedaille.
Bei den Frauen im Leistungsbereich bestritt Pandurowa 2007 in Obertilliach ihre ersten Rennen im Rahmen des Europacups, des späteren IBU-Cups. in ihrem ersten Einzel wurde sie 50. Kurz darauf gewann sie in Bansko mit einem neunten Rang im Sprint und als Zehnte im Verfolgungsrennen erste Punkte und erreichte zugleich ihre ersten Top-Ten-Resultate. Beste Platzierung in der Rennserie wurde ein siebter Rang im Verfolgungsrennen, ebenfalls 2009 in Bansko erreicht. Erste internationale Meisterschaft bei den Frauen wurden die Sommerbiathlon-Europameisterschaften 2008 in Bansko, wo Pandurowa mit vier Schießfehlern 12. des Sprints und mit zehn Fehlern im Massenstartrennen Zehnte wurde. Im Mixed-Staffelrennen verpasste sie als Startläuferin mit Iwa Slateschka, Miroslaw Kenanow und Ilijan Penew als Viertplatzierte knappe eine Medaille. In der Saison 2008/09 bestritt Pandurowa in Hochfilzen bei einem Sprint ihr erstes Rennen im Biathlon-Weltcup und wurde 101.

## Biathlon-Weltcup-Platzierungen
Die Tabelle zeigt alle Platzierungen (je nach Austragungsjahr einschließlich Olympische Spiele und Weltmeisterschaften).
- 1.–3. Platz: Anzahl der Podiumsplatzierungen
- Top 10: Anzahl der Platzierungen unter den ersten zehn (einschließlich Podium)
- Punkteränge: Anzahl der Platzierungen innerhalb der Punkteränge (einschließlich Podium und Top 10)
- Starts: Anzahl gelaufener Rennen in der jeweiligen Disziplin
- Staffel: inklusive Mixed- und Single-Mixed-Staffeln

| Platzierung                      | Einzel | Sprint | Verfolgung | Massenstart | Staffel | Gesamt |
| -------------------------------- | ------ | ------ | ---------- | ----------- | ------- | ------ |
| 1. Platz                         |        |        |            |             |         |        |
| 2. Platz                         |        |        |            |             |         |        |
| 3. Platz                         |        |        |            |             |         |        |
| Top 10                           |        |        |            |             |         |        |
| Punkteränge                      |        |        |            |             |         |        |
| Starts                           |        | 1      |            |             |         | 1      |
| Stand: nach der Saison 2010/2011 |        |        |            |             |         |        |